# Ernesto Álvarez
Ernesto Bernardo Álvarez Terojin (Fuentes, Provincia de Santa Fe, Argentina, 10 de agosto de 1928-† Buenos Aires, Argentina, 27 de septiembre de 2010) fue un futbolista argentino nacionalizado chileno. Era apodado "El Maestro" Álvarez por su gran técnica y capacidad goleadora.
Realizó la mayor parte de su carrera futbolística en Chile, alcanzando su mejor momento en el Club Universidad de Chile, formando parte importante del recordado Ballet Azul de la década de los 60, y convirtiéndose en uno de los máximos ídolos extranjeros de ese club. Ernesto Álvarez jugaba de volante por la izquierda. 
Tuvo durante cerca de 45 años el récord de mayor cantidad de goles anotados por un extranjero en Universidad de Chile, marca que batió su compatriota Diego Rivarola en el año 2011.

## Trayectoria
Comenzó en el fútbol en las divisiones inferiores de América de Fuentes. A los 15 años jugó en Rosario Central y a los 18 practicó en Newell's Old Boys, hasta que con un aspirante a cuñado se enroló en Banfield, equipo en el que debutó profesionalmente en el Campeonato de Primera División 1948. En Banfield, hasta 1956, jugó 155 partidos (115 en Primera División y 40 en Segunda División) y convirtió 60 goles (43 en Primera División y 17 en Segunda División).
En 1957 emigró a Chile, donde llegó primero a Green Cross (1957-1958) y luego a Universidad de Chile, club en el que tuvo mayor éxito y donde formó parte del Ballet Azul. En la «U» estuvo desde 1959 hasta 1965, jugando 169 partidos por el torneo local de Primera División, convirtiendo 71 goles en dicha competencia y obteniendo cuatro títulos nacionales en 1959, 1962, 1964 y 1965. En total por el cuadro azul contabilizó 83 goles, ocupando la décima posición entre los goleadores históricos de Universidad de Chile.
Posteriormente, en 1966, volvió a Green Cross-Temuco y terminó en Audax Italiano en el año 1967 donde se retiró con 40 años de puro fútbol.
Pese a no jugar como delantero (se desempeñaba como mediocampista o externo), La Vieja ostentaba el récord de mayor goleador extranjero de Universidad de Chile hasta el año 2011, cuando otro referente del cuadro azul, Diego Rivarola, lo superó con un total de 101 goles, siendo 87 de ellos convertidos en primera división.
Falleció el 27 de septiembre de 2010 a los 82 años en Buenos Aires, donde residía hace ya bastantes años, producto de un infarto cerebral.

## Selección nacional
Pese a que nació en Argentina, se nacionalizó chileno en 1963, defendió los colores de la Selección de fútbol de Chile, pero solamente en un partido el 23 de marzo de 1963 frente a Uruguay en Montevideo, por la copa Juan Pinto Durán, el resultado 3-2 ganó Uruguay.

### Partidos internacionales
| 1     | 23 de marzo de 1963 | Estadio Centenario, Montevideo, Uruguay | Uruguay    | 3-2 | Chile |   |  | Luis Álamos | Copa Juan Pinto Durán 1963 |
| Total | Total               | Total                                   | Presencias | 1   | Goles | 0 |  |             |                            |

| Selección chilena | Selección chilena | Selección chilena |
| Año               | Partidos          | Goles             |
| ----------------- | ----------------- | ----------------- |
| 1963              | 1                 | 0                 |
| Total             | 1                 | 0                 |

## Estadísticas

### Clubes
| Club | División      | Temporada     | Liga(1) | Liga(1) | Liga(1) | Copas nacionales(2) | Copas nacionales(2) | Copas nacionales(2) | Torneos internacionales(3) | Torneos internacionales(3) | Torneos internacionales(3) | Total | Total | Total  | Media goleadora(4) |
| Club | División      | Temporada     | Part.   | Goles   | Asist.  | Part.               | Goles               | Asist.              | Part.                      | Goles                      | Asist.                     | Part. | Goles | Asist. | Media goleadora(4) |
| --- | ------------- | ------------- | ------- | ------- | ------- | ------------------- | ------------------- | ------------------- | -------------------------- | -------------------------- | -------------------------- | ----- | ----- | ------ | ------------------ |
| Banfield Argentina |               |               |         |         |         |                     |                     |                     |                            |                            |                            |       |       |        |                    |
| 1.ª | 1948          | ?             | ?       | -       | -       | -                   | -                   | -                   | -                          | -                          | ?                          | ?     | -     | 0,0    |                    |
| 1.ª | 1949          | ?             | ?       | -       | -       | -                   | -                   | -                   | -                          | -                          | ?                          | ?     | -     | 0,0    |                    |
| 1.ª | 1950          | ?             | ?       | -       | -       | -                   | -                   | -                   | -                          | -                          | ?                          | ?     | -     | 0,0    |                    |
| 1.ª | 1951          | ?             | ?       | -       | -       | -                   | -                   | -                   | -                          | -                          | ?                          | ?     | -     | 0,0    |                    |
| 1.ª | 1952          | ?             | ?       | -       | -       | -                   | -                   | -                   | -                          | -                          | ?                          | ?     | -     | 0,0    |                    |
| 1.ª | 1953          | ?             | ?       | -       | -       | -                   | -                   | -                   | -                          | -                          | ?                          | ?     | -     | 0,0    |                    |
| 1.ª | 1954          | ?             | ?       | -       | -       | -                   | -                   | -                   | -                          | -                          | ?                          | ?     | -     | 0,0    |                    |
| 2ª | 1955          | ?             | ?       | -       | -       | -                   | -                   | -                   | -                          | -                          | ?                          | ?     | -     | 0,0    |                    |
| 2ª | 1956          | ?             | ?       | -       | -       | -                   | -                   | -                   | -                          | -                          | ?                          | ?     | -     | 0,0    |                    |
| Total club | Total club    | 155           | 60      | -       | -       | -                   | -                   | -                   | -                          | -                          | 155                        | 60    | -     | 0,39   |                    |
| Green Cross · Chile |               |               |         |         |         |                     |                     |                     |                            |                            |                            |       |       |        |                    |
| 1.ª | 1957          | ?             | 14      | -       | -       | -                   | -                   | -                   | -                          | -                          | ?                          | 14    | -     | 0,0    |                    |
| 1.ª | 1958          | ?             | 13      | -       | -       | -                   | -                   | -                   | -                          | -                          | ?                          | 13    | -     | 0,0    |                    |
| 1.ª | 1966          | 27            | 9       | -       | -       | -                   | -                   | -                   | -                          | -                          | 27                         | 9     | -     | 0,33   |                    |
| Total club | Total club    | 27            | 36      | -       | -       | -                   | -                   | -                   | -                          | -                          | 27                         | 36    | -     | 0,0    |                    |
| Universidad de Chile · Chile |               |               |         |         |         |                     |                     |                     |                            |                            |                            |       |       |        |                    |
| 1.ª | 1959          | 19            | 13      | -       | 5       | 2                   | -                   | -                   | -                          | -                          | 24                         | 15    | -     | 0,6    |                    |
| 1.ª | 1960          | 25            | 10      | -       | 2       | 1                   | -                   | 2                   | 0                          | -                          | 29                         | 11    | -     | 0,4    |                    |
| 1.ª | 1961          | 24            | 7       | -       | 4       | 3                   | -                   | -                   | -                          | -                          | 28                         | 10    | -     | 0,4    |                    |
| 1.ª | 1962          | 32            | 17      | -       | 1       | 1                   | -                   | -                   | -                          | -                          | 33                         | 18    | -     | 0,5    |                    |
| 1.ª | 1963          | 26            | 12      | -       | -       | -                   | -                   | 4                   | 2                          | -                          | 30                         | 14    | -     | 0,5    |                    |
| 1.ª | 1964          | 25            | 5       | -       | -       | -                   | -                   | -                   | -                          | -                          | 25                         | 5     | -     | 0,2    |                    |
| 1.ª | 1965          | 18            | 7       | -       | -       | -                   | -                   | 3                   | 3                          | -                          | 21                         | 10    | -     | 0,5    |                    |
| Total club | Total club    | 169           | 71      | -       | 12      | 7                   | -                   | 9                   | 5                          | -                          | 190                        | 83    | -     | 0,44   |                    |
| Audax Italiano · Chile |               |               |         |         |         |                     |                     |                     |                            |                            |                            |       |       |        |                    |
| 1.ª | 1967          | 31            | 3       | -       | -       | -                   | -                   | -                   | -                          | -                          | 31                         | 3     | -     | 0,1    |                    |
| Total club | Total club    | 31            | 3       | -       | -       | -                   | -                   | -                   | -                          | -                          | 31                         | 3     | -     | 0,1    |                    |
| Total carrera | Total carrera | Total carrera | 382     | 170     | -       | 12                  | 7                   | -                   | 9                          | 5                          | -                          | 403   | 182   | -      | 0,45               |
| (1) Incluye datos de las instancias definitorias contempladas en las bases de cada competición. (2) Incluye datos de la Copa Chile (1959-1962). (3) Incluye datos de la Copa Libertadores de América (1960-1965). (4) No incluye goles en partidos amistosos. |               |               |         |         |         |                     |                     |                     |                            |                            |                            |       |       |        |                    |

### Hat-tricks
| 1 | 1 de diciembre de 1962 | Santa Laura, Santiago | Universidad de Chile - Magallanes                |  | 9 - 1 | Primera División de Chile 1962 |
| 2 | 10 de marzo de 1965    | Nacional, Santiago    | Universidad de Chile - Universitario de Deportes |  | 5 - 2 | Copa Libertadores 1965         |

#### Resumen de goles en competición internacional
| \| N.º \| Fecha[2] \| Estadio \| Local \| Local \| Resultado \| Visitante \| Visitante \| Goles \| Competición[3][4][5] \| \| --- \| ---------- \| ----------------------------------------- \| -------------------- \| ----- \| --------- \| --------- \| -------------------- \| ----- \| ---------------------------------------- \| \| 1 \| 01-02-1961 \| Estadio Nacional, Santiago, Chile \| Universidad de Chile \| \| 2 - 2 \| \| Sao Paulo \| \| Amistoso \| \| 2 \| 24-01-1962 \| Estadio Jalisco, Guadalajara, México \| Atlas \| \| 3 - 4 \| \| Universidad de Chile \| \| III Pentagonal Internacional Guadalajara \| \| 5 \| 03-04-1963 \| Estadio Nacional, Santiago, Chile \| Universidad de Chile \| \| 6 - 1 \| \| Peñarol \| \| Torneo Internacional de Chile 1963 \| \| 7 \| 09-04-1963 \| Estadio Nacional, Santiago, Chile \| Colo-Colo \| \| 1 - 4 \| \| Universidad de Chile \| \| Torneo Internacional de Chile 1963 \| \| 9 \| 25-05-1963 \| Estadio Mohammed V, Casablanca, Marruecos \| Botafogo \| \| 2 - 3 \| \| Universidad de Chile \| \| Gira Europa 1963 \| \| 11 \| 17-07-1963 \| Estadio Nacional, Santiago, Chile \| Universidad de Chile \| \| 4 - 1 \| \| Olimpia \| \| Copa Libertadores 1963 \| \| 13 \| 11-01-1964 \| Estadio Nacional, Santiago, Chile \| Universidad de Chile \| \| 2 - 0 \| \| Nacional \| \| Torneo Internacional de Chile 1964 \| \| 14 \| 26-01-1965 \| Estadio Nacional, Santiago, Chile \| Universidad de Chile \| \| 1 - 0 \| \| Colo-Colo \| \| Torneo Internacional de Chile 1965 \| \| 15 \| 10-03-1965 \| Estadio Nacional, Santiago, Chile \| Universidad de Chile \| \| 5 - 2 \| \| Universitario \| \| Copa Libertadores 1965 \| \| 18 \| 02-02-1966 \| Estadio Nacional, Santiago, Chile \| Universidad de Chile \| \| 2 - 2 \| \| Sparta Praga \| \| Amistoso \| |            |                                           |                      |                   |           |                            |                      |       |                                          |
| N.º | Fecha      | Estadio                                   | Local                | Local             | Resultado | Visitante                  | Visitante            | Goles | Competición                              |
| 1 | 01-02-1961 | Estadio Nacional, Santiago, Chile         | Universidad de Chile | Bandera de Chile  | 2 - 2     | Bandera de Brasil          | Sao Paulo            |       | Amistoso                                 |
| 2 | 24-01-1962 | Estadio Jalisco, Guadalajara, México      | Atlas                | Bandera de México | 3 - 4     | Bandera de Chile           | Universidad de Chile |       | III Pentagonal Internacional Guadalajara |
| 5 | 03-04-1963 | Estadio Nacional, Santiago, Chile         | Universidad de Chile | Bandera de Chile  | 6 - 1     | Bandera de Uruguay         | Peñarol              |       | Torneo Internacional de Chile 1963       |
| 7 | 09-04-1963 | Estadio Nacional, Santiago, Chile         | Colo-Colo            | Bandera de Chile  | 1 - 4     | Bandera de Chile           | Universidad de Chile |       | Torneo Internacional de Chile 1963       |
| 9 | 25-05-1963 | Estadio Mohammed V, Casablanca, Marruecos | Botafogo             | Bandera de Brasil | 2 - 3     | Bandera de Chile           | Universidad de Chile |       | Gira Europa 1963                         |
| 11 | 17-07-1963 | Estadio Nacional, Santiago, Chile         | Universidad de Chile | Bandera de Chile  | 4 - 1     | Bandera de Paraguay        | Olimpia              |       | Copa Libertadores 1963                   |
| 13 | 11-01-1964 | Estadio Nacional, Santiago, Chile         | Universidad de Chile | Bandera de Chile  | 2 - 0     | Bandera de Uruguay         | Nacional             |       | Torneo Internacional de Chile 1964       |
| 14 | 26-01-1965 | Estadio Nacional, Santiago, Chile         | Universidad de Chile | Bandera de Chile  | 1 - 0     | Bandera de Chile           | Colo-Colo            |       | Torneo Internacional de Chile 1965       |
| 15 | 10-03-1965 | Estadio Nacional, Santiago, Chile         | Universidad de Chile | Bandera de Chile  | 5 - 2     | Bandera de Perú            | Universitario        |       | Copa Libertadores 1965                   |
| 18 | 02-02-1966 | Estadio Nacional, Santiago, Chile         | Universidad de Chile | Bandera de Chile  | 2 - 2     | Bandera de República Checa | Sparta Praga         |       | Amistoso                                 |

## Palmarés

### Campeonatos nacionales
| Título           | Equipo               | País  | Año  |
| ---------------- | -------------------- | ----- | ---- |
| Primera División | Universidad de Chile | Chile | 1959 |
| Primera División | Universidad de Chile | Chile | 1962 |
| Primera División | Universidad de Chile | Chile | 1964 |
| Primera División | Universidad de Chile | Chile | 1965 |

Otros logros:
- Subcampeón Primera División de Argentina 1951 con Banfield
- Subcampeón Primera División de Chile 1961 con Universidad de Chile
- Subcampeón Primera División de Chile 1963 con Universidad de Chile

### Distinciones individuales
| Distinción                                                                                     | Año       |
| ---------------------------------------------------------------------------------------------- | --------- |
| Mejor interior derecho del fútbol chileno                                                      | 1959      |
| Mejor interior derecho del fútbol chileno                                                      | 1961      |
| Mejor interior derecho del fútbol chileno                                                      | 1962      |
| Mejor interior derecho del fútbol chileno                                                      | 1964      |
| Máximo goleador extranjero de Universidad de Chile                                             | 1965-2010 |
| Incluido dentro de los mayores ídolos de Universidad de Chile                                  | 2005      |
| Considerado entre los mejores jugadores de la historia de Universidad de Chile                 | 2007      |
| Incluido dentro de los mayores ídolos de Banfield                                              | 2011      |
| Top 2° máximo goleador extranjero de Universidad de Chile                                      | 2014      |
| Incluido en el 11 ideal del Ballet Azul por Universidad de Chile                               | 2014      |
| Incluido dentro de las 50 mejores figuras históricas de Universidad de Chile por AS.com        | 2016      |
| Incluido dentro de los mayores referentes históricos de Universidad de Chile                   | 2017      |
| Top 10° Máximo goleador en la historia de Universidad de Chile por Goal.com                    | 2017      |
| Incluido en el banco del 11 ideal de todos los tiempos de Universidad de Chile por El Mercurio | 2018      |
| Homenaje a la trayectoria por Universidad de Chile                                             | 2019      |